# Leah McSweeney
Leah Christine McSweeney (New York City, 27 de agosto de 1982) es una diseñadora de moda y personalidad televisiva estadounidense. Fundó la línea de ropa callejera para mujeres 'Married to the Mob' en 2004 y ha protagonizado la serie de telerrealidad The Real Housewives of New York City desde 2020.

## Carrera

### Married to the Mob
Married to the Mob (MTTM) ha realizado varias colaboraciones desde su inicio. Entre sus primeras colaboraciones importantes se encuentran un gorro de cachemira de Kangol y un traje de baño gráfico de dos piezas de KAWS. Más tarde, MTTM colaboraría con la marca alemana de accesorios MCM y la boutique francesa Colette para una zapatilla deportiva Reebok de edición limitada con estampado de labios. MTTM luego crearía otra zapatilla deportiva de edición limitada con Nike. MTTM también ha colaborado con el artista de graffiti francés Fafi, Krink y Jessy "Nite Rider" Kennedy. MTTM también ha lanzado colecciones con modelos como Chanel West Coast, Kid Sister, Lil Debbie y las gemelas Shannon y Shannade Clermont.

### Telerrealidad
En 2010, McSweeney apareció en un episodio de The Millionaire Matchmaker de Bravo. Su aparición en Matchmaker fue bien recibida por la crítica y ha dado lugar a apariciones y cameos en otros programas de televisión, incluido Love & Hip Hop: New York de VH1.
Se especuló por primera vez que McSweeney se uniría al elenco de The Real Housewives of New York City después de que se la viera filmando con el miembro del elenco Tinsley Mortimer en agosto de 2019. Se confirmó que se unió a la serie durante una aparición en la convención de fans "BravoCon" de Bravo en noviembre de 2019. McSweeney fue remitido a la producción por el exmiembro del elenco Bethenny Frankel, quien dejó la serie después de la temporada anterior.

### Otros proyectos
En 2015, McSweeney se convirtió en una estrella recurrente destacada en Lip Service de Shade 45 con Angela Yee de Power 105.1. Al año siguiente, comenzó Improper Etiquette con Laura Stylez de Hot 97. En el podcast, McSweeney y Stylez brindan perspectivas y consejos sobre el estilo de vida y temas actuales con entrevistas ocasionales a celebridades.
McSweeney ha sido colaboradora frecuente de la publicación en línea Hypebeast, donde ofrece comentarios sobre bienestar, estilo urbano y maternidad. También escribe una columna de consejos para la revista Penthouse.
El 27 de junio de 2018, McSweeney escribió un artículo para Penthouse titulado "¿Podemos hablar de feminidad tóxica?" donde criticó a las pioneras del movimiento feminista #MeToo Rose McGowan y Asia Argento.

## Vida personal
McSweeney tiene una hija con Rob Cristofaro, Kier Marie, nacida en 2007.

## Filmografía
| Año     | Título                                  | Nota                      |
| ------- | --------------------------------------- | ------------------------- |
| 2010    | The Millionaire Matchmaker              | Temporada 4, episodio 7   |
| 2013    | Celebrity Page                          | Temporada 7, episodio 126 |
| 2015    | Love & Hip Hop: New York                | Temporada 5, episodio 9   |
| 2020-21 | The Real Housewives of New York City    | Temporada 12 a 13         |
| 2020    | Watch What Happens Live with Andy Cohen | Temporada 17, episodio 70 |
| 2023    | The Real Housewives Ultimate Girls Trip | Temporada 3               |